# ديفوسية الجزيرة
ديفوسية الجزيرة (الاسم العلمي: Devosia insulae) هي نوع من البكتيريا، سلبية الغرام متحركة لابوغية، تتبع جنس الديفوسية. كانت قد عُزلت من عينةٍ ترابية جُمعت من صخور ليانكورت في كوريا الجنوبية.